# Arrephoroi

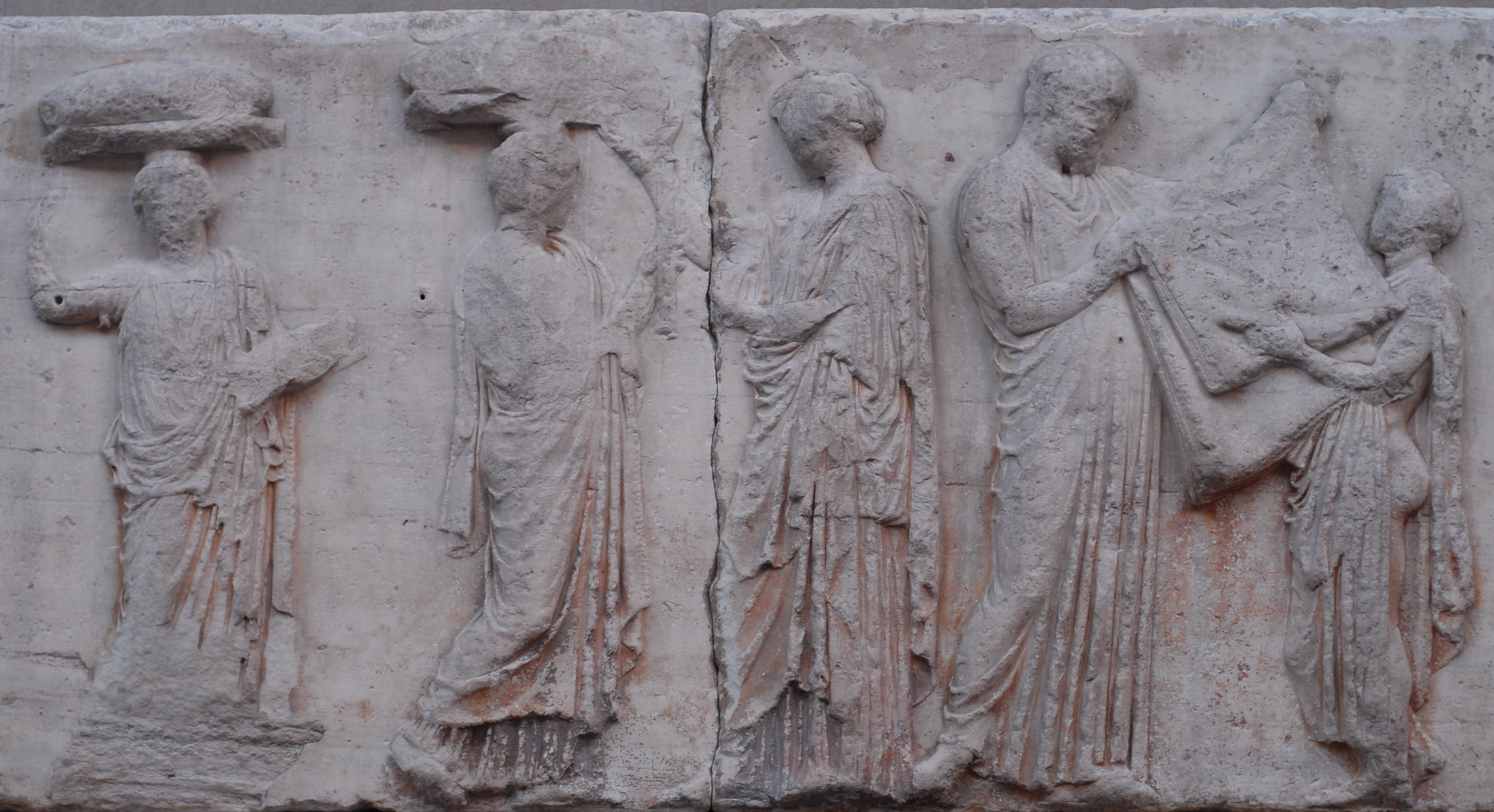
Peplos-Szene auf der Ostseite des Parthenon-Frieses (Ost V, 31-35, Elgin-Sammlung, Britisches Museum, London). Die zweite Figur von rechts faltet den Peplos, ein Knabe hilft dabei.

Arrephoroi (altgriechisch ἀῤῥηφόροι) waren ausgewählte Mädchen, die im Kult der Athena Polias auf der Athener Akropolis als Dienerinnen der Athenapriesterin dienten. Nach Pausanias lebten je zwei Arrephoroi für ein Jahr auf der Akropolis im sogenannten Arrephorion. Ihr Dienst endete mit den Mysterien der Arrephoria. Hierbei brachten die Arrephoroi auf geheim gehaltenen Wegen zwei unbekannte Gegenstände in eine Höhle des Heiligtums der Aphrodite in den Gärten unterhalb der Akropolis. Auf ihrem Rückweg brachten sie zwei ebenfalls unbekannte Gegenstände zurück. Anschließend wurden sie entlassen, zwei neue Dienerinnen wurden gewählt. Der Kult geht auf die Rettung des Erichthonios zurück, den Athena in ein Kästchen packte und ihn so der Pandrosos, einer Tochter des Kekrops, und deren Schwestern mit dem Gebot übergab, die Kiste ja nicht zu öffnen. 
Das Fest fand am 3. oder 5. Skirophorion statt. Nach Harpokration gab es je vier Arrephoroi, von denen zwei dazu bestimmt waren, jährlich den Peplos zu weben, der Athena im Anschluss an den Umzug der Panathenäen übergeben wurde.
Die entsprechende Szene wird nach allgemeinem Dafürhalten auf Block V der Ostseite des Parthenon-Frieses gezeigt. Abweichende Theorien werden vertreten von Connelly (Vorbereitung der Opferung einer der Töchter des Erechtheus) und Chrysoula Kardara (Darstellung der ersten panathenäischen Prozession, bei welcher der Knabe Erichthonios den Peplos seinem Vorgänger Kekrops reicht).